# 김정각
김정각(金正閣, 1941년 7월 20일 ~ )은 조선민주주의인민공화국의 정치인이다. 조선로동당 중앙위원회 총정치국 제1부국장이자 정치국 후보위원이다.

## 경력
1941년 일제강점기에 평안남도 증산군에서 태어났다. 1959년 8월 조선인민군에 입대하여, 김일성군사종합대학을 졸업한 후 대대장, 군단 부사령관, 훈련소 참모장, 소장을 지냈다. 그리고 인민무력부 차장을 거쳐, 2007년 3월부터 현재까지 총정치국 제1부국장으로 있다.
2010년 9월에 열린 조선로동당 제3차당대표자회에서 당중앙위원회 후보위원에 선임되었으며, 2012년 4월 11일 제4차 당대표자회에서 당 정치국원에 선출되었다.
2018년 2월 9일 황병서가 해임되고 후임 총정치국장에 김정각이 임명되었된 북한 매체에서 공식 확인되었다. 2월 8일 공개된 열병식에서도 김정은의 바로 좌측에 서며 완전히 일선에 성공적인 복귀를 한 것으로 확인되었다.

## 같이 보기
- 조선인민군
- 조명록